# 黄坛口水库
黄坛口水库位于浙江省衢州市衢江区南部黄坛口乡，为乌溪江（衢江支流）上的第二级水电站，距上游湖南镇水库约20千米。因大坝紧靠黄坛源汇入乌溪江之口而得名。因大坝旁有九龙山、九龙寺，故又称九龙湖。黄坛口水库与湖南镇水库合称为乌溪江水库。乌溪江水库与周边景点共同组成衢州乌溪江风景区。
黄坛口水库为日调节水库，控制流域面积2388平方千米，总库容0.857亿立方米；水库正常蓄水位106米，设计洪水位115米。大坝坝顶高程120米，最大坝高44米，坝顶全长209米，其中混凝土重力坝长146米，土坝接头长63米。电站装机6台，总装机容量8.2万千瓦。水库工程于1951年开工，后两次停工，1956年复工续建，1958年4月开始蓄水，1959年11月四台机组全部投产运行。1992年开工扩建，1995年竣工。